# Ousmane Diao
Ousmane Diao (Dakar, 8 giugno 2004) è un calciatore senegalese, difensore del Midtjylland.

## Caratteristiche tecniche
È un difensore centrale.

## Carriera
Diao ha iniziato la sua carriera nel Darou Salam in Senegal, ed il 13 gennaio 2023 è stato acquistato dal Mafra, club della seconda divisione portoghese. Ha debuttato il 19 febbraio seguente nell'incontro di Segunda Liga perso 1-0 contro il Farense; chiude la stagione con 13 presenze senza reti.
Divenuto in breve tempo titolare inamovibile (33 presenze e 2 reti in campionato più 3 presenze senza reti nelle coppe nazionali portoghesi nel corso della stagione 2023-2024), il 27 giugno 2024 è stato acquistato dal Midtjylland, club della prima divisione danese, con il quale nella stagione 2024-2025 esordisce anche nelle competizioni UEFA per club, prima segnando una rete in 5 presenze nei turni preliminari di Champions League e poi prendendo parte alla fase campionato dell'Europa League.

## Statistiche

### Presenze e reti nei club
Statistiche aggiornate al 26 novembre 2024.
| Stagione        | Squadra         | Campionato      | Campionato | Campionato | Coppe nazionali | Coppe nazionali | Coppe nazionali | Coppe continentali | Coppe continentali | Coppe continentali | Altre coppe | Altre coppe | Altre coppe | Totale | Totale | Totale |
| Stagione        | Squadra         | Comp            | Pres       | Reti       | Comp            | Pres            | Reti            | Comp               | Pres               | Reti               | Comp        | Pres        | Reti        | Pres   | Reti   |        |
| --------------- | --------------- | --------------- | ---------- | ---------- | --------------- | --------------- | --------------- | ------------------ | ------------------ | ------------------ | ----------- | ----------- | ----------- | ------ | ------ | ------ |
| gen.-giu. 2023  | Mafra           | LdH             | 13         | 0          | CP+CdL          | 0               | 0               | -                  | -                  | -                  | -           | -           | -           | 13     | 0      |        |
| 2023-2024       | Mafra           | LdH             | 33         | 2          | CP+CdL          | 2+1             | 0               | -                  | -                  | -                  | -           | -           | -           | 36     | 2      |        |
| Totale Mafra    | Totale Mafra    | Totale Mafra    | 46         | 2          |                 | 3               | 0               |                    | -                  | -                  |             | -           | -           | 49     | 2      |        |
| 2024-2025       | Midtjylland     | SL              | 15         | 2          | CD              | 2               | 0               | UCL+UEL            | 5+8                | 1+2                | -           | -           | -           | 30     | 5      |        |
| Totale carriera | Totale carriera | Totale carriera | 61         | 4          |                 | 5               | 0               |                    | 13                 | 3                  |             | -           | -           | 79     | 7      |        |